# TV Canção Nova Aracaju
TV Canção Nova Aracaju é uma emissora de televisão brasileira sediada em Aracaju, capital do estado de Sergipe. Opera no canal 13 (41 UHF digital) e é uma emissora própria da TV Canção Nova, sendo portanto pertencente ao Sistema Canção Nova de Comunicação, braço midiático da comunidade católica Canção Nova. Seus estúdios estão localizados na sede sergipana da Canção Nova, no bairro Inácio Barbosa, e seus transmissores estão no bairro Santo Antônio.

## História
A concessão do canal 13 VHF de Aracaju foi outorgada em 20 de março de 1986, ao então governador de Sergipe, João Alves Filho, que posteriormente se tornaria ministro do interior no governo do presidente José Sarney. A emissora foi inaugurada em 5 de novembro de 1987, como TV Jornal, em cerimônia que contou com a presença do governador Antônio Carlos Valadares, do prefeito de Aracaju Jackson Barreto, além do arcebispo Dom Luciano Duarte, que batizou os seus estúdios, e outros convidados.
A emissora era parte da Rede Jornal de Comunicação, que também controlava as rádios Jornal de Aracaju e Propriá, a FM Jornal (vendida em 2000 para a Rede Aleluia) e o Jornal da Manhã (renomeado em 2001 para Correio de Sergipe), todos sob a direção de Maria do Carmo Alves, esposa de João Alves Filho. A TV Jornal era afiliada inicialmente à Rede Manchete, compondo a rede em sua época áurea, caracterizada pelo sucesso de suas telenovelas e programas infantis. Porém, após a primeira grande crise da Manchete, a emissora foi uma das várias afiliadas que deixaram a rede e migrou para a Rede Bandeirantes em 1993.
Em 1997, a Rede Jornal de Comunicação passava por dificuldades financeiras, e a TV Jornal foi a primeira empresa a ser colocada à venda pela família Alves. Inicialmente, os proprietários da emissora ofereceram-na para a Arquidiocese de Aracaju, porém, a igreja não possuía recursos para adquirir a TV Jornal. A emissora também chegou a receber uma proposta de compra pela Rede Record, que desde o início da década ia se expandindo pelo país com a aquisição de estações locais.
Ao mesmo tempo, a comunidade católica Canção Nova soube que a emissora estava à venda, e tendo a necessidade de expandir o sinal da TV Canção Nova com uma geradora, negociou a compra da TV Jornal com a família Alves por uma quantia de 12 milhões de reais, que foram divididos em 24 parcelas de R$ 500 mil. A compra motivou a Canção Nova a criar o projeto Dai-me Almas, onde os fiéis da comunidade tornaram-se sócios e arrecadadores que ajudaram a saldar a compra da emissora através de doações. O projeto é mantido até os dias atuais, para ajudar não só nos custos da sua manutenção como também de outros projetos ligados à Canção Nova pelo país.
Em 7 de agosto de 1997, a TV Jornal passou ao controle do Sistema Canção Nova de Comunicação, deixando a programação secular da Band (que teve o sinal reposto com uma retransmissora no canal 44 UHF) e passando a se chamar TV Canção Nova Aracaju, com uma programação essencialmente voltada à igreja católica. Em abril de 1998, deixou as antigas instalações da Rede Jornal de Comunicação no Santo Antônio e inaugurou seus novos estúdios no bairro Inácio Barbosa, onde passou a funcionar junto com outros projetos vinculados à Canção Nova em Aracaju. Nessa época, passou a produzir matérias jornalísticas para os telejornais da TV Canção Nova, além de produzir uma reduzida programação local, baseada principalmente na transmissão de missas e outras celebrações promovidas pela comunidade.

## Sinal digital
| Canal virtual | Canal digital | Resolução de tela | Programação                                                      |
| ------------- | ------------- | ----------------- | ---------------------------------------------------------------- |
| 13.1          | 41 UHF        | 1080i             | Programação principal da TV Canção Nova Aracaju / TV Canção Nova |

Juntamente com a TV Atalaia, a TV Canção Nova foi uma das primeiras emissoras de Aracaju a implantar o seu sinal digital, iniciando suas transmissões digitais oficialmente em 17 de novembro de 2009, após o ministro das comunicações Hélio Costa assinar a outorga do canal 41 UHF, que já estava em transmissões experimentais desde o último dia 12. Em 2018, poucos meses após o desligamento analógico, passou a produzir sua programação local em alta definição.
Transição para o sinal digital
Com base no decreto federal de transição das emissoras de TV brasileiras do sinal analógico para o digital, a TV Canção Nova Aracaju, bem como as outras emissoras de Aracaju, cessou suas transmissões pelo canal 13 VHF em 30 de maio de 2018, seguindo o cronograma oficial da ANATEL.

## Programas
Atualmente, a emissora transmite diariamente missas e outras celebrações feitas localmente pelos clérigos da Canção Nova em Aracaju, além de boletins jornalísticos durante a programação. São exibidas também outras produções semanais como A Voz do Pastor, No Combate da Oração, Igreja e Você e Juntos Somos Mais, enquanto o restante da programação é produzido pela TV Canção Nova a partir da matriz em Cachoeira Paulista, São Paulo. Diversos outros programas compuseram a grade da emissora e foram descontinuados:
- Batalha na TV
- Caminhos de Unidade
- Canal 13
- De Coração a Coração
- Isto é Sergipe
- Jornal na TV
- Kantaokê da Jornal
- Parabólica
- Pedrito Barreto em Companhia
- Programa Hugo Santana
- Rede Cidade
- Repórter Jornal
- Salto Quântico
- Saúde & Companhia

### Jornalismo
Nos seus primeiros anos, o jornalismo da então TV Jornal era representado por atrações como o Repórter Jornal (baseado no Repórter Manchete) e Jornal na TV. Na década de 1990, foram ao ar também programas de entrevistas e debates como Isto é Sergipe, apresentado por André Barros, Canal 13, sob o comando de Watyson Oliveira, além do Batalha na TV, apresentado durante as tardes pelo jornalista Carlos Batalha.
Após a afiliação com a Band, foi criado o telejornal noturno Rede Cidade, que ia ao ar antes do Jornal Bandeirantes, com ancoragem de Victor Amaral. Dentre os repórteres que fizeram parte da emissora nesta fase, estiveram nomes como Adelson Barreto, Anna Fontes, Anselmo Tavares, Nivaldo Cândido, Eduardo Abril, Eron Ribeiro, Rivando Góis e Otoniel Amado, o "Bareta", este último consagrado por suas reportagens policiais.
Após a venda para a TV Canção Nova, o Batalha na TV e o Rede Cidade, que eram os únicos programas ainda no ar pela emissora, foram cancelados (sendo que o primeiro migrou para a TV Cidade), e o departamento de jornalismo da emissora passou a trabalhar quase que exclusivamente na produção de matérias para os telejornais da rede, situação que se mantém até os dias atuais. A programação jornalística local passou a se resumir a curtos boletins informativos exibidos ao longo da grade.

### Entretenimento
Durante a fase da TV Jornal, a programação de entretenimento da emissora era representada pelo programa de videoclipes Parabólica, que ia ao ar durante as tardes, apresentado pelos radialistas da FM Jornal, Tony Xocolate e Mequinho Carvalho. Eles também eram responsáveis pelo Kantaokê da Jornal, que ia ao ar nas noites de sábado, entre a telenovela e o humorístico Cabaré do Barata. Durante a década de 1990, também foi ao ar o Programa Hugo Santana, programa de auditório exibido nas tardes de sábado, sempre recebendo diversas atrações musicais.
A emissora também chegou a exibir atrações como Pedrito Barreto em Companhia, programa de colunismo social; Saúde & Companhia, programa de entrevistas apresentado por Paula Oliveira; De Coração a Coração, com o professor e comunicador Jácome Góes, e Salto Quântico, voltado ao espiritismo, com o médium Benjamin Teixeira. Após a compra pela Canção Nova, a maior parte dessas atrações migrou para a TV Aperipê e para a TV Atalaia, enquanto a grade foi preenchida com programas apresentados por clérigos locais, como Dom José Palmeira Lessa e Dom João José da Costa.

### Transmissões especiais
Durante a década de 1990, a então TV Jornal realizou diversas coberturas locais de carnaval e de festas juninas, geralmente sobre o comando do apresentador Antônio Valadão, que transmitia os eventos a partir de um estúdio montado na Rua São João, além do Pré-Caju, prévia carnavalesca realizada no fim do ano. A emissora também chegou a transmitir e promover a realização de campeonatos amadores de futsal, com partidas narradas por locutores como Andrade Lima, Antônio Barbosa e Carlos Magalhães.

## Prêmios
Prêmio Setransp de Jornalismo
| Ano  | Categoria                    | Obra                              | Autor                     | Resultado | Ref.                |
| ---- | ---------------------------- | --------------------------------- | ------------------------- | --------- | ------------------- |
| 2009 | Mídia Eletrônica - Televisão | "Motorista Superação"             | Rosalvo Nogueira e equipe | 2.º lugar | [ 8 ]               |
| 2010 | Mídia Eletrônica - Televisão | "Transporte Coletivo/Prioridades" | Rosalvo Nogueira e equipe | 2.º lugar | [carece de fontes?] |
| 2010 | Mídia Eletrônica - Televisão | "Ciclovia/Integração Modal"       | Rosalvo Nogueira e equipe | 3.º lugar | [carece de fontes?] |